# خوسيه ألونسو تريلز

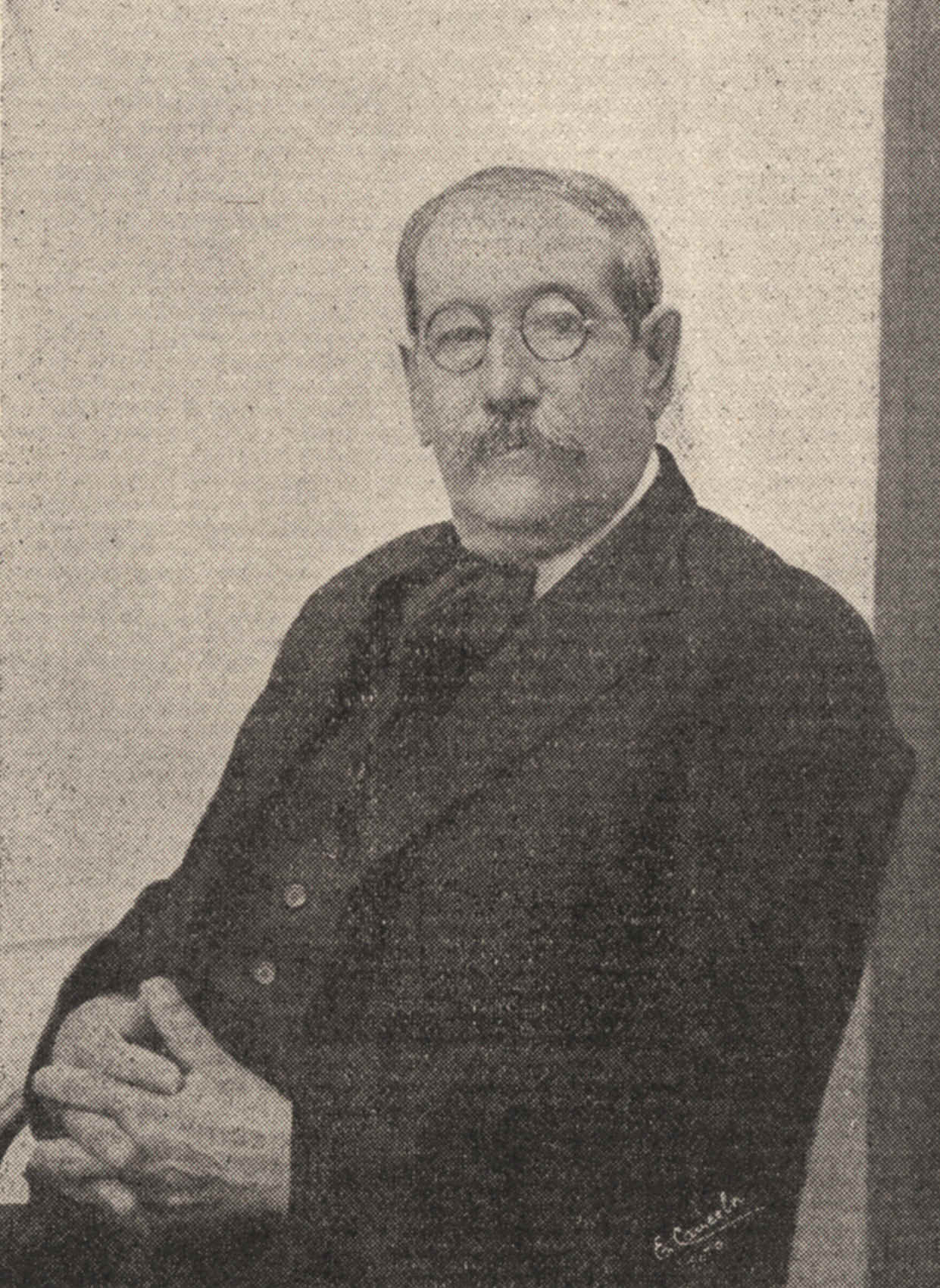
البانشو القديم

خوسيه ألونسو تريليس  (بالإسبانية: José Alonso y Trelles)‏(1857-1924) شاعر أوروغواني والذي كتب تحت الأسم المستعار البانشو القديم El Viejo Pancho.

## الأعمال الأدبية
- يوحنا المجنون (قصيدة من أثنين كانتوس. مقدمة وقف أوروسمان. مونتيفيديو، 1867)
- Guacha! (الدراما الوطنية في عمل واحد. طباعة دار نشر «النهضة» من قبل لويس مانويل بيريز. مقدمة-الميثاق Barbara Casiano. مونتيفيديو، 1913)
- باجا برافا (1st ed. آيات الكريول. طباعة دار نشر «النهضة» لويس مانويل بيريز. مونتيفيديو، 1915)
- باجا برافا (2nd ed. آيات الكريول. طبعة مضافة. طباعة دار نشر «النهضة» لويس مانويل بيريز. مونتيفيديو، 1920)
- باجا برافا (3rd ed. آيات الكريول. طبعة مضافة. أ. باريرو المكتبة الوطنية وراموس. باريرو و Co.. خلفاء. مونتيفيديو، 1923)
- باجا برافا (4th ed. آيات الكريول. طبعة مضافة. مقدمة من قبل جوستينو زافالا مونيز. وكالة بائع الكتب والمنشورات العامة. مونتيفيديو - بوينس آيرس، 1926)
- باجا برافا البانشو القديم وأعمال آخرى من جوزيف أ. وتريليس (في الجاليكية، إد أوريبيرثور، SL 1998)

## روابط خارجية
- خوسيه ألونسو تريلز على موقع ميوزك برينز (الإنجليزية)

## المراج
1. ↑  Concise Encyclopedia of Latin American Literature By Verity Smith, pg 603 نسخة محفوظة 14 مارس 2020 على موقع واي باك مشين.